# Gnaius Flavius
Gnaius Flavius was een jurist en secretaris van Appius Claudius Caecus. Toen hij in 304 v.Chr. aedilis curulis was, gaf hij een werkje uit waarin de legis actiones en de dies fasti en nefasti waren opgenomen. Het zou bekend worden als het ius Flavianum.

## Voetnoten
1. ↑  Legis actiones waren de voorschriften die in acht genomen moesten worden bij een actio (proces). Het sloeg ook op de juiste formules die men moest gebruiken bij het voeren van een proces.
2. ↑  De dies fasti waren de dagen waarop men mocht huwen en een proces voeren. De dies nefasti waren de dagen waarop men dit niet mocht.